# Башкирское национальное жилище
Башкирское национальное жилище — сооружения, места проживания башкир (самое старое жилище называется йорт).

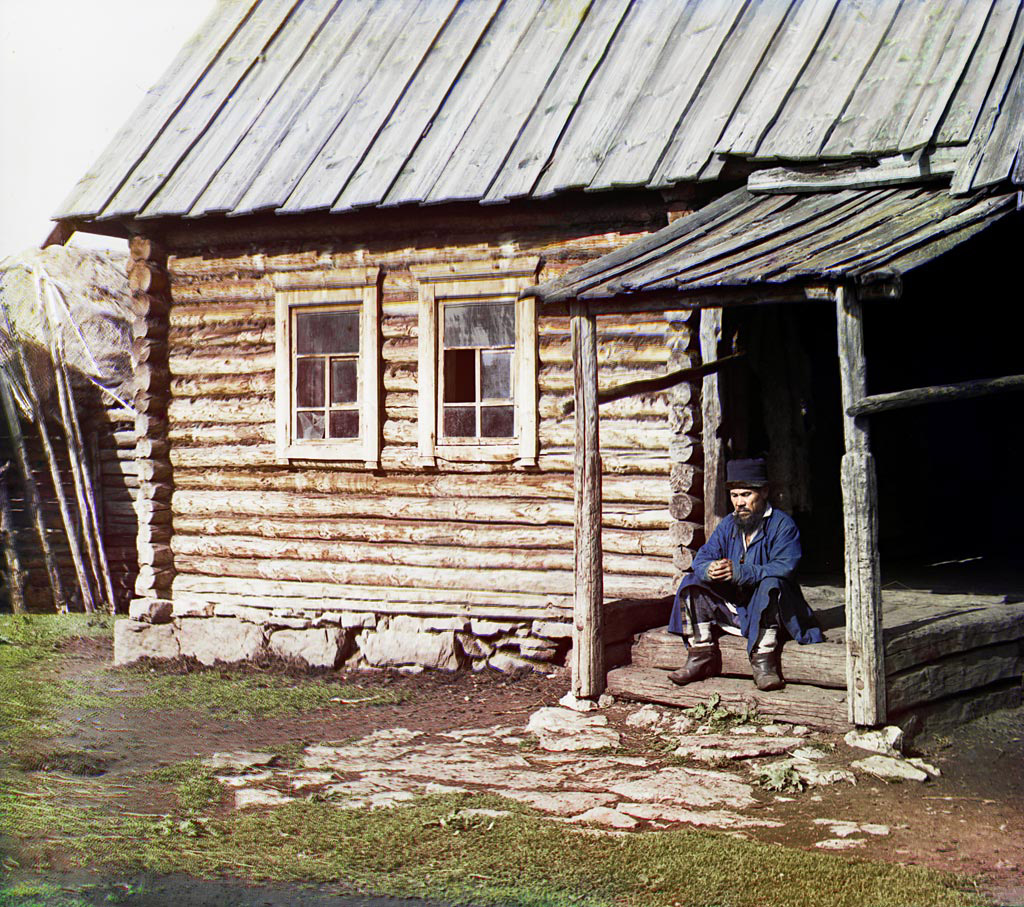
Башкир у своего дома. Фотография С. М. Прокудина-Горского, 1910 год

## История
Археологические исследования показывают, что на территории Республики Башкортостан жилища появились ещё в каменном веке.
Жилища устраивались в разные времена соответственно уровню развития населения:
- В палеолите — в пещерах, расщелинах скал с бревенчатыми перекрытиями (Суртандинские стоянки).
- В неолите и энеолите — строились землянки
- В бронзовом веке и железном веке строились наземные бревенчатые строения, землянки и полуземлянки с 1 — 4-скатными крышами. В жилищах были открытые очаги, глубиной около 1 метра, хозяйственные ямы.

Культуры бронзового века:
- Население абашевской культуры строило наземные каркасные многокамерные жилища квадратной или прямоугольной формы, состоящее из зимних, летних и производственных жилищ (Береговский археологический микрорайон), слегка углубленные, из камыша, травы, коры;[1]
- Население синташтинской культуры строило многокамерные наземные трапециевидные или прямоугольные жилища из брёвен с колодцами, погребами, хозяйственными ямами, металлургическими печами (Аркаим, Берсуат[2])[3];
- Население срубной культуры строило землянки, полуземлянки, наземные жилища столбовой конструкции прямоугольной или овальной формы из бревен, с 1— или 2-скатной крышей (Тавлыкаевское поселение).
- Население фёдоровской культуры строило полуземлянки и наземные жилища столбовой конструкции квадратной или прямоугольной формы;
- Население петровской культуры строило наземные жилища прямоугольной формы;
- Населения алакульской, приказанской, черкаскульской, гамаюнской, пьяноборской, именьковской культур строило наземные срубные бревенчатые каркасные сооружения с хозяйственными сооружениями.

Ведя кочевой и полукочевой образ жизни, башкиры нуждались в постоянных и временных жилищах. Соответственно и сооружались жилища постоянные и временные. Временные жилища сооружались на летних стойбищах башкир. К ним относились юрты; конические корьевые, лубяные, берестяные конусные шалаши-чумы; балаганчики; бревенчатые избушки (бурама); кошомные шатры (сатыр), войлочные кибитки кош. По южным отрогам Уральских гор в Зилаирском, Зианчуринском и Кугарчинском районах РБ сооружались сборные аласыки. Универсальным жилищем была юрта.
Постоянные жилища строились каркасной конструкции. Промежутки заполнялись деревом, землёй, глиной, соломой, саманом. Фундамент был бревенчатым, из камней или каменных плит. Пол дощатый, иногда земляной или глинобитный. Крыши на слегах или стропилах. Для предохранения покрытия от гниения, крыши делали без фронтонов. В горно-лесных районах Башкортостана на крышах отсутствовали коньковые бревна. В качестве подсобного помещения для приготовления пищи и хранения продуктов рядом с домом сооружались асалык из луба, тына или плетня.
В 19 веке, в зависимости от мест расселения, башкирами строились дома следующих типов: каменные — прямоугольной формы с более высокими фасадными стенами; срубные — 4-стенная изба (дүрт мөйөшлө өй, һыңар йорт) с сенями (солан); саманные (саман өй) — из сырцовых кирпичей, с плоской или покатой крышей; плетнёвые — из кольев, оплетённых тальником и обмазанных внутри и снаружи глиной; дерновые или пластовые дома (кәс өй) — из дёрна, уложенного травой вниз. Дёрн для укрепления прокладывали жердями.
В постоянных жилищах были окна. По поверьям башкир, через них можно было подвергнуться тяжёлому сглазу, поэтому нельзя разговаривать через окно.

## Юрта
Юрты (баш. Тирмә) башкиры сооружали из шерсти, дерева и кожи. В её нижней части была решетка, скрепленная ремнями. Вверху — деревянный круг для прохода дыма и света. Занавесь (шаршау) разделяла юрту на две части. Правая, меньшая часть была женской, в ней была спальня с предметами хозяйственной необходимости, одеждой и припасами. Левая часть была для мужчин — гостевая.
Вход в юрту располагался с южной стороны.

## Украшения дома
Оберегающей функцией у башкир обладал красный цвет. В красно — коричневый цвет окрашивали остов юрты, дверь, чтобы сделать их непроходимыми для нечистых сил.
Фасад дома украшался больше, чем выходящая во двор сторона. Начиная с 19 века окна башкирских изб украшались декоративными наличниками с узорами по мотивам, имеющими символические значения (ромб и круг). Особое внимание уделялось украшению их верхних частей. Надоконная доска орнаментировалась выемчатой резьбой, ромбами, квадратами. Основной отличительной чертой в оформлении современных наличников — раскраска. Чаще выбираются контрастные цвета: темный и светлый. Если наличник раскрашивается в темные тона (темно — синий), то накладные фигуры светлые, и наоборот.
Башкиры для украшения внутри жилища использовали вышитые ковры, полотенца, праздничную одежду, украшения, охотничьи принадлежности, конскую упряжь и оружие.

## Внутреннее убранство

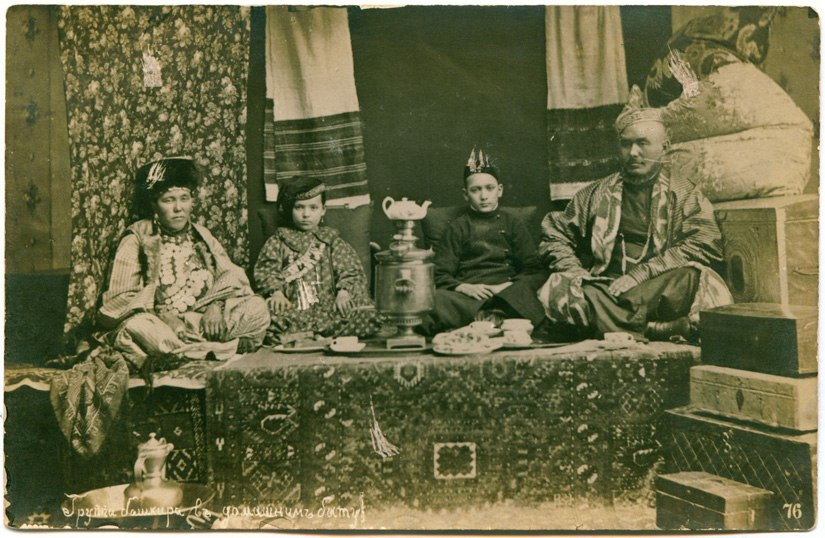
Башкиры в домашнем быту

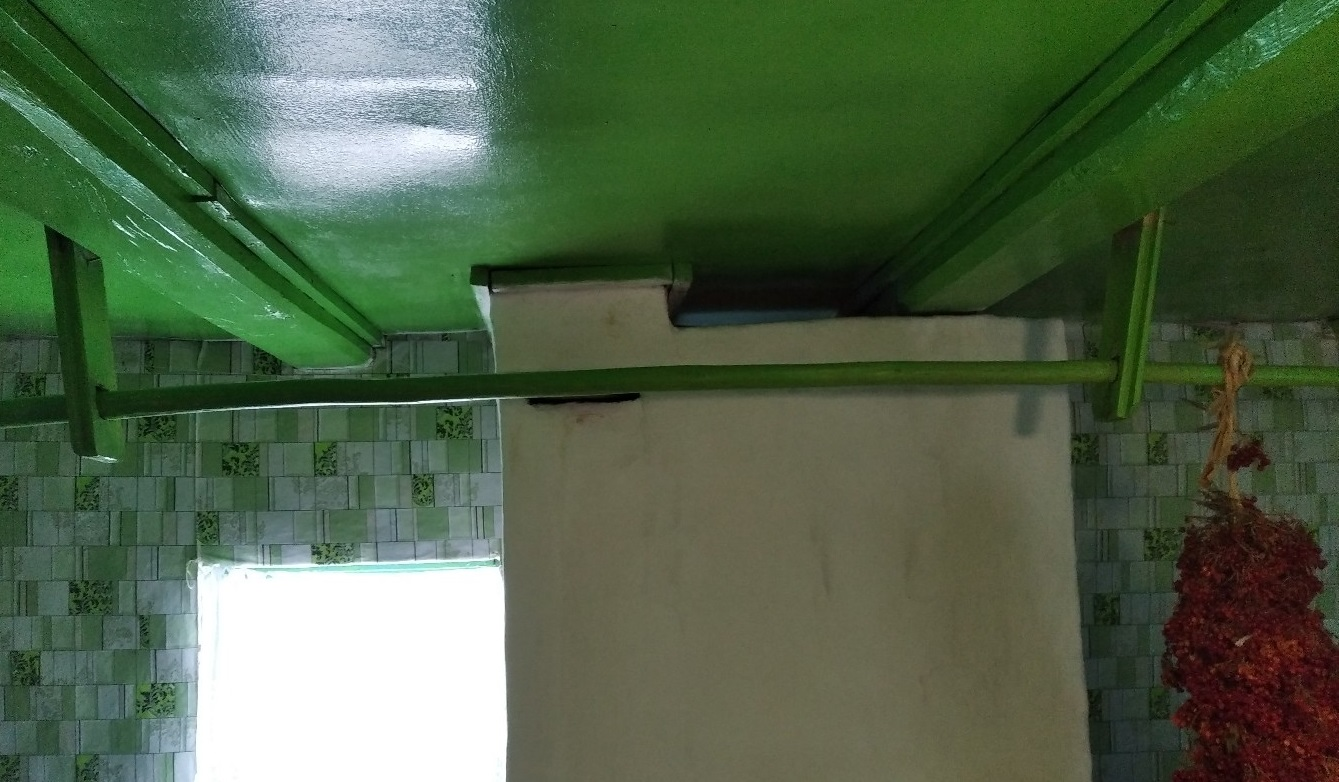
Шест для развешивания вещей в башкирском доме - урда

Северная часть башкирского жилища, противоположная входу, считалась главной и предназначалась для гостей. В центре жилища был очаг, над ним — дымовое отверстие. Если очаг был во дворе, то в центре жилища расстилалась скатерть, вокруг неё раскладывали подушки, мягкие подстилки, чепраки. На полу лежали коврики и подушки. Текстильные изделия, ковры, паласы, войлоки, скатерти, занавеси, салфетки и полотенца имели в доме смысловое значение — делали дом защищённой территорией.
В мужской половине жилища размещались сундуки на деревянных подставках с паласами, кошмами, одеялами, подушками, тюфяками. На стенах развешивали праздничную одежду. На видном месте — седла, инкрустированная упряжь, лук в кожаном футляре и стрелы в колчане, сабля. На женской половине красовалась кухонная утварь.
К основным принадлежностям относились деревянные нары на подпорках. Нары покрывали войлоками и паласами, подушками, тюфяками, стеганными одеялами. На нарах спали и ели. Края нар украшались геометрическим орнаментом с символическими ромбиками, обозначающими четыре стороны света.
В постоянных жилищах тепло в доме в холодное время года обеспечивала печь. Наиболее распространенной формой печи была каминная печь (сувал).
По древним представлениям башкир, в печи обитает домовой, а через печную трубу в дом может проникнуть шайтан. Поэтому все отверстия в печах после топки закрывались. Печи стоят и в современных башкирских дома на случай окончания централизованного отопления.

## Музеи
Материалы по истории башкирского жилища представлены в музеях РБ:
- Национальный музей Республики Башкортостан
- Музей археологии и этнографии центра этнологических исследований Уфимского научного центра РАН (Институт этнологических исследований им Р. Г. Кузеева УНЦ РАН)
- Салаватский краеведческий музей
- Музей Челябинского университета